# Mullaippattu
| Sangam-Literatur |
| --- |
| Ettuttogai („acht Anthologien“) |
| - Natrinai - Kurundogai - Aingurunuru - Paditruppattu - Paripadal - Kalittogai - Agananuru - Purananuru                                                                             |
| Pattuppattu („zehn Gesänge“) |
| - Tirumurugatruppadai - Porunaratruppadai - Sirupanatruppadai - Perumbanatruppadai - Mullaippattu - Maduraikkanchi - Nedunalvadai - Kurinchippattu - Pattinappalai - Malaipadukadam |

Das Mullaippattu (முல்லைப்பாட்டு Mullaippāṭṭu [ˈmulːɛi̯ pːaːʈːɯ] „Das Waldgedicht“) ist ein Werk der alttamilischen Sangam-Literatur. Es handelt sich um ein längeres Einzelgedicht in einer Mischform der Genres der Liebes- und Heldendichtung (agam und puram). Innerhalb der Sangam-Literatur gehört es zur Gruppe der „zehn Gesänge“ (Pattuppattu).
Mit 103 Zeilen im Agaval-Versmaß ist das Mullaippattu der kürzeste der „zehn Gesänge“. Es wird dem Autor Nappudanar zugeschrieben. Der Text ist in einer Mischform der Genres der Liebes- und Heldendichtung (agam und puram) verfasst. Das Gedicht handelt von einer Frau die auf die Rückkehr ihres Mannes, der sie wegen eines Feldzugs verlassen musste, wartet. Dies ist ein konventionelles Thema der alttamilischen Liebesdichtung, die mit der Waldlandschaft (mullai), einer der „fünf Landschaften“ des Agam-Genres assoziiert wird. Hiervon leitet sich auch der Werktitel ab. Die ersten 23 Zeilen des Gedichtes handeln von der der Frau, die an einem Abend bei Anbruch der Regenzeit sehnsuchtsvoll an ihren Geliebten denkt, während die Hirten ihr Vieh hüten (allesamt typische Elemente des Mullai-Typs). Die Zeilen 24–79 handeln vom Heerlager, in dem der Mann sich auf die anstehende Schlacht vorbereitet. Dieser Teil entspricht dem Genre der Heldendichtung (puram). Die restlichen Zeilen 80–103 beschreiben wiederum, wie die Frau sehnsuchtsvoll wartet, bis sie schließlich das Geräusch des Streitwagens des zurückkehrenden Mannes vernimmt.
Die Datierung der Sangam-Literatur ist höchst unsicher. Anhand sprachlicher und stilistischer Kriterien wird für das Mullaippattu aber ein Entstehungszeitraum im 5. Jahrhundert vorgeschlagen.